# MG 08

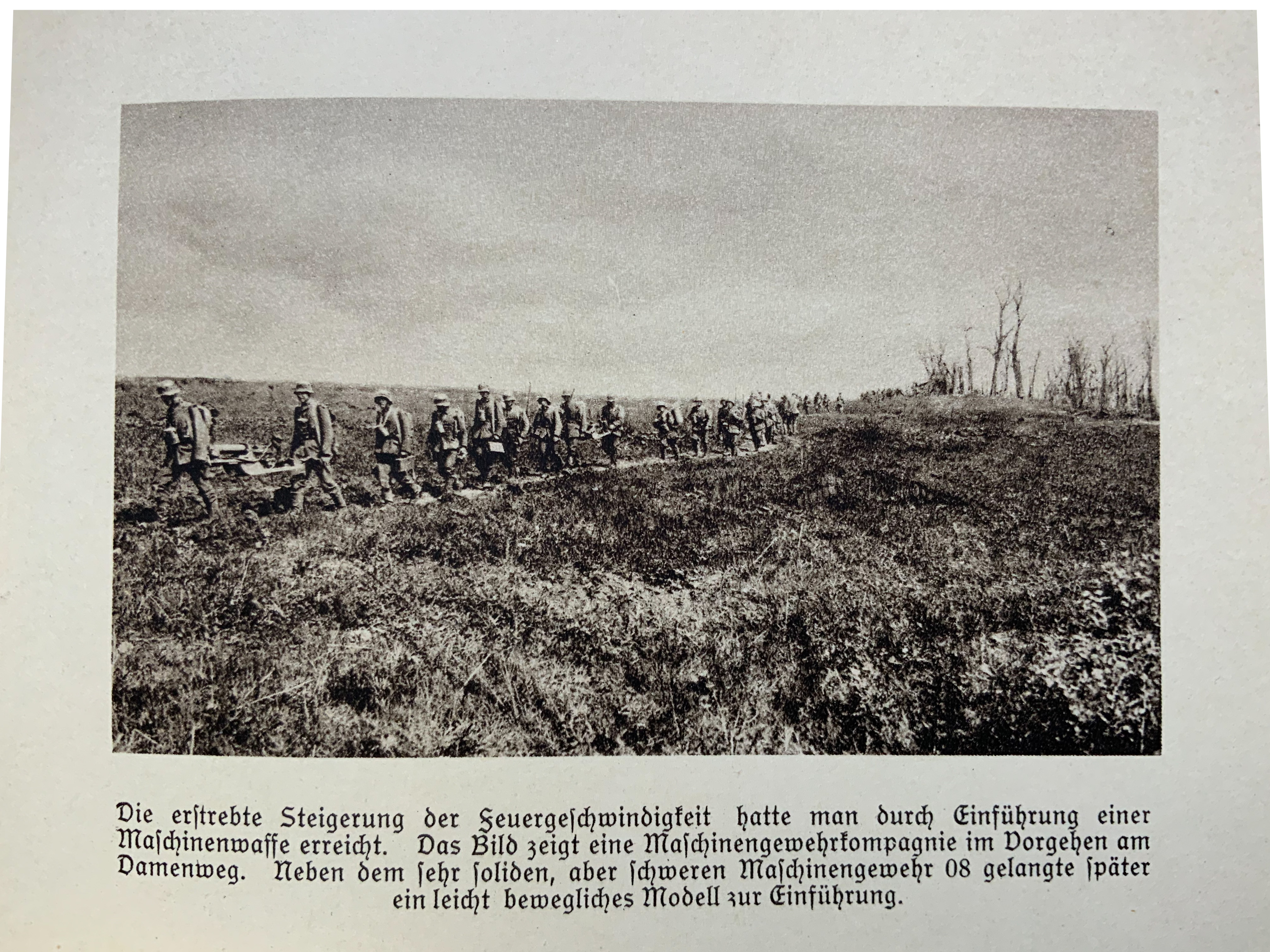
Deutsche Maschinengewehrkompanie mit auf Gewehrschlitten transportiertem MG 08 (ca. 1918)

Das MG 08, zunächst auch als „Gerät 08“ bezeichnet, war ein Maschinengewehr aus deutscher Produktion, das insbesondere im Ersten Weltkrieg verwendet wurde.
Die Entwicklung geht auf das 1884 von dem US-amerikanisch-britischen Erfinder Hiram S. Maxim (1840–1916) entwickelte Maxim-Maschinengewehr zurück.
Das MG 08 gab es in vielen Varianten. Die bekannteste Variante war das leichte MG 08/15, auf das sich die Redewendung „nullachtfünfzehn“ zurückführen lässt.
Als schweres Maschinengewehr wurde das MG 08 in seiner Grundform verwendet.
Maschinengewehre aus der Familie 08 kamen im Zweiten Weltkrieg noch vereinzelt zum Einsatz.
Aufgrund des Ortes ihrer Produktion wurde die Waffe bei den deutschen Streitkräften, insbesondere den Luftstreitkräften, auch „Spandau-MG“ genannt. Diese Bezeichnung ist falsch. Spandau stand zwar auf den meisten dieser MGs, jedoch nur, da einer der größten Hersteller, die Preußische Gewehrmanufaktur, sie in Spandau produzierte.

## Modelle
Das Maschinengewehr wurde nach seinem Einführungsjahr 1908 benannt. Die Zusätze /15 und /18 geben die Modellvariante in Form ihres Erscheinungsjahres an. Zusätzlich stand „l“ für Luftkampf.

### Vorläufer
Die Entwicklung baute auf Hiram Maxims Konzept für eine Maschinenwaffe auf, welches ab 1884 von Maxim entwickelt worden war. In Deutschland wurde dieses Konzept vor allem durch die Deutsche Waffen- und Munitionsfabriken aufgegriffen. Das erste Modell erhielt die Bezeichnung MG 01 und wurde zum MG 03 und schließlich hin zum MG 08 im Jahre 1908 weiterentwickelt, das in Spandau hergestellt wurde.

### MG 08
Das MG 08 war wassergekühlt und auf einer höhenverstellbaren Lafette (sog. Schlitten) montiert. Mit einem Richtaufsatz für indirektes Feuer konnte das MG 08 auch aus der Deckung heraus benutzt werden.
Zu Beginn des Ersten Weltkrieges besaß Deutschland 4.919 Stück MG 08. Die Waffe war zu schwer, um der eigenen Infanterie zu Fuß zu folgen. Strukturell befanden sich die meisten MG bei den eigens gebildeten MG-Kompanien der Infanterieverbände. Weiterentwicklungen erschienen notwendig.
Für das MG 08 gab es zwei verschiedene Lafetten:
- der Gewehrschlitten und
- der Dreifuß 16, der insbesondere zum Transport auf Tragtieren geeignet war.[2]

Beide Lafetten konnten mit einem Aufsatzstück und einem Kreiskorn auch zum Fliegerbeschuss genutzt werden.
Zur Vereinfachung des Füllens der Munitionsgurte wurde der Gurtfüller 16 verwendet, der an einem Tisch oder im Gefecht „am besten“ am Hinterrad des Maschinengewehrwagens angeschraubt werden konnte.

Der Militärhistoriker George Soldan beschrieb 1930 rückblickend die auf dem Schlitten von zwei Soldaten getragene Waffe so:
„Die erstrebte Steigerung der Feuergeschwindigkeit hatte man durch Einführung einer Maschinenwaffe erreicht. [...] Neben dem sehr soliden, aber schweren Maschinengewehr 08 gelangte später ein leicht bewegliches Modell zur Einführung.“

### MG 08/15

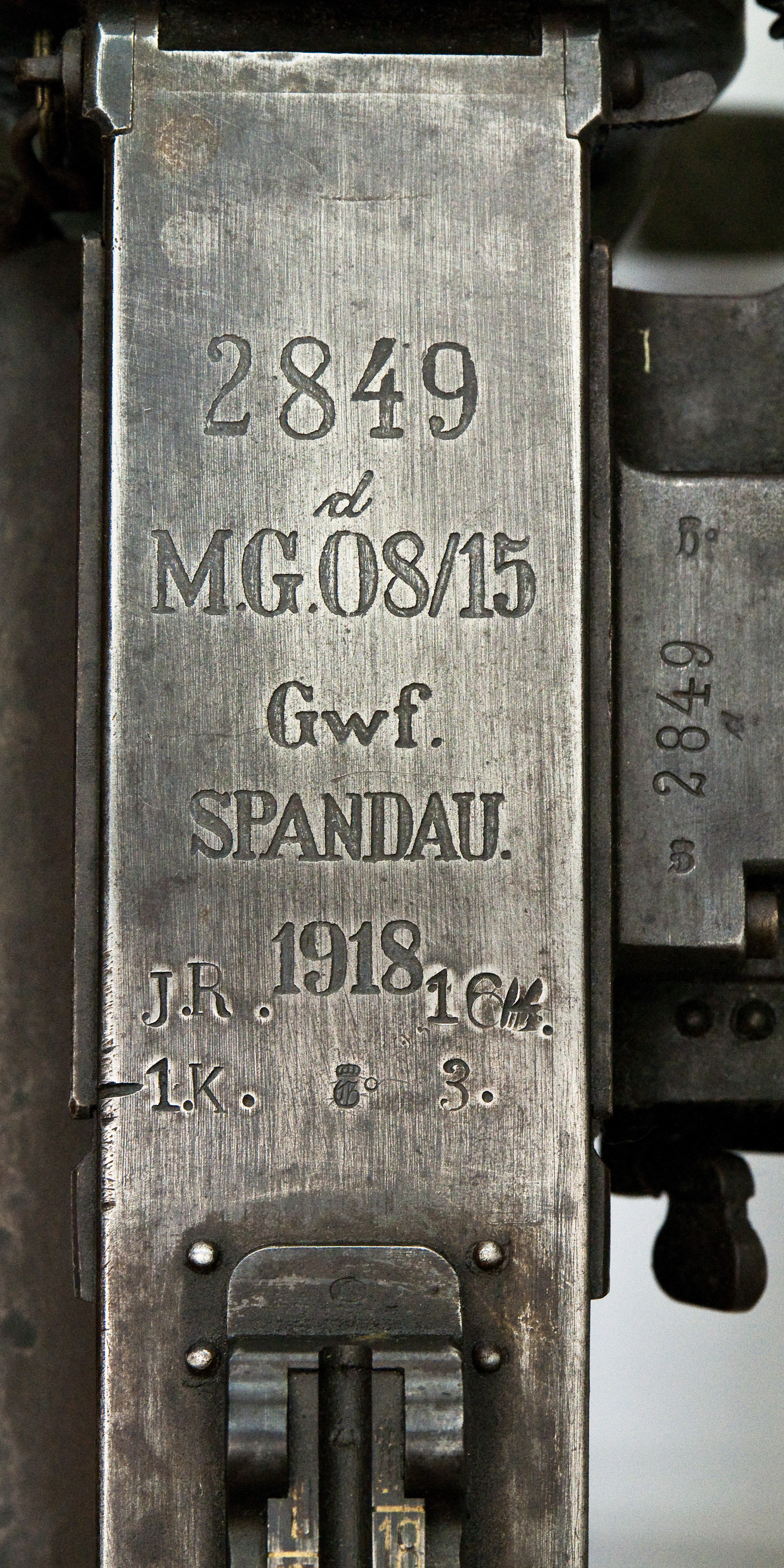
Gravur auf der Waffe

Ab 1915 wurde das MG 08/15 auf Basis des MG 08 entwickelt und ab Sommer 1917 als leichtes MG 08/15 an die Truppe ausgegeben.
Die maßgeblichen Neuerungen gegenüber dem MG 08 waren:
- Ersatz der schweren Lafette durch ein Zweibein.
- Pistolengriff mit Schulterstütze anstelle der Spatengriffe.
- Gurt in Gurttrommel (Patronenkasten 16). Dadurch konnte das MG geladen getragen werden.
- Verringerte Kühlwassermenge (von 4 auf 2,8 Liter).

Durch die Modifikationen sollte das Mitführen von Maschinengewehren bei Sturmangriffen erleichtert oder überhaupt erst ermöglicht werden.

### MG 08/18
Gegen Kriegsende wurde das MG 08/15 zum luftgekühlten MG 08/18 weiterentwickelt. Dieses Modell war leicht genug für Sturmangriffe, aber wegen seiner späten Einführung diente es hauptsächlich nur noch zur Absicherung des deutschen Rückzugs.

### lMG 08 und 08/15
Speziell für Militärflugzeuge wurden zum starren Gebrauch die luftgekühlten lMG 08 und lMG 08/15 entwickelt. Zum beweglichen Gebrauch wurde das auf das MG 08 basierende luftgekühlte Parabellum MG 14 entwickelt.

## Bilder zur Entwicklung

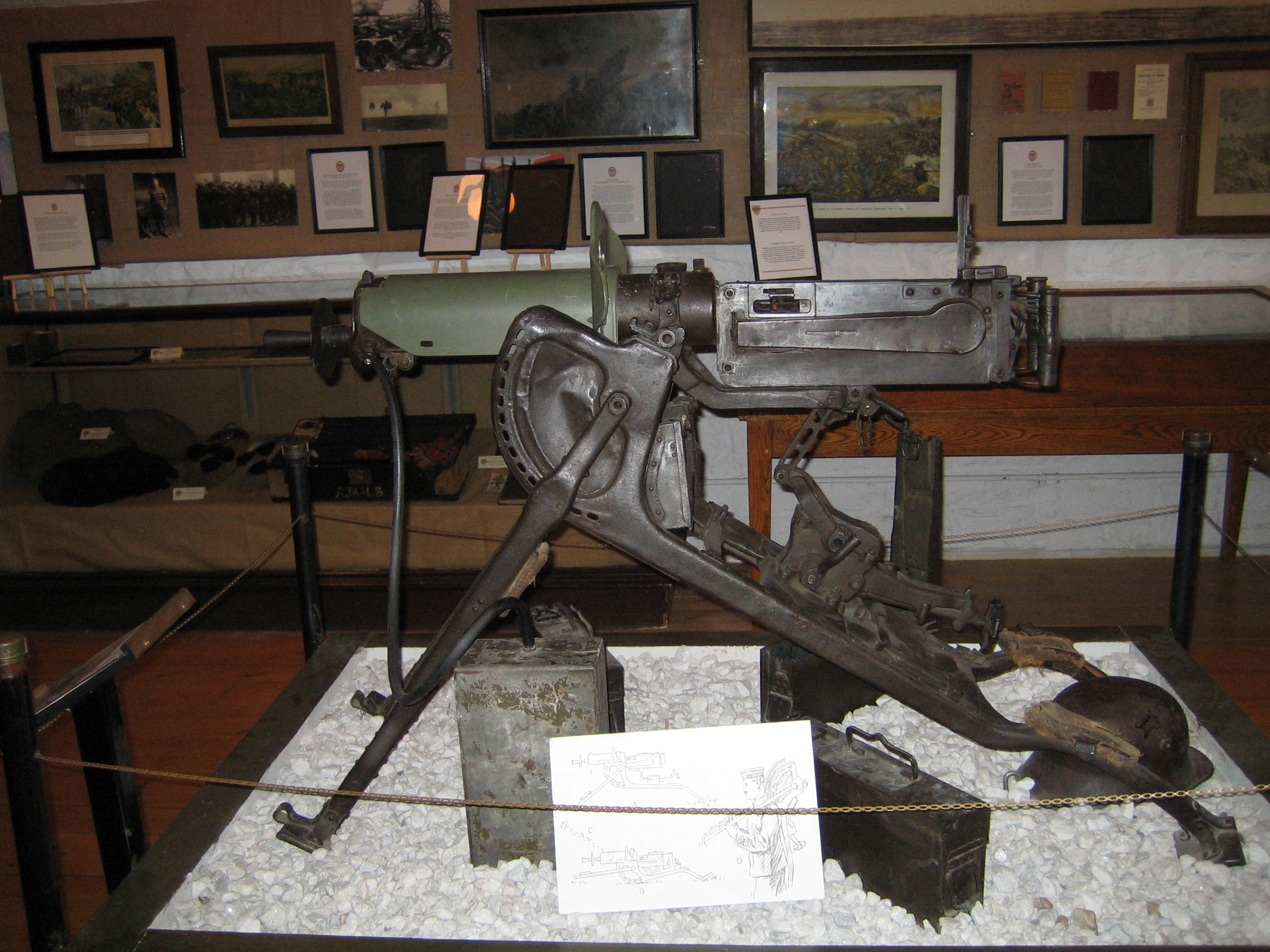
Schweres MG 08 auf Schlitten (mit Schutz für Zylinder und Schild)
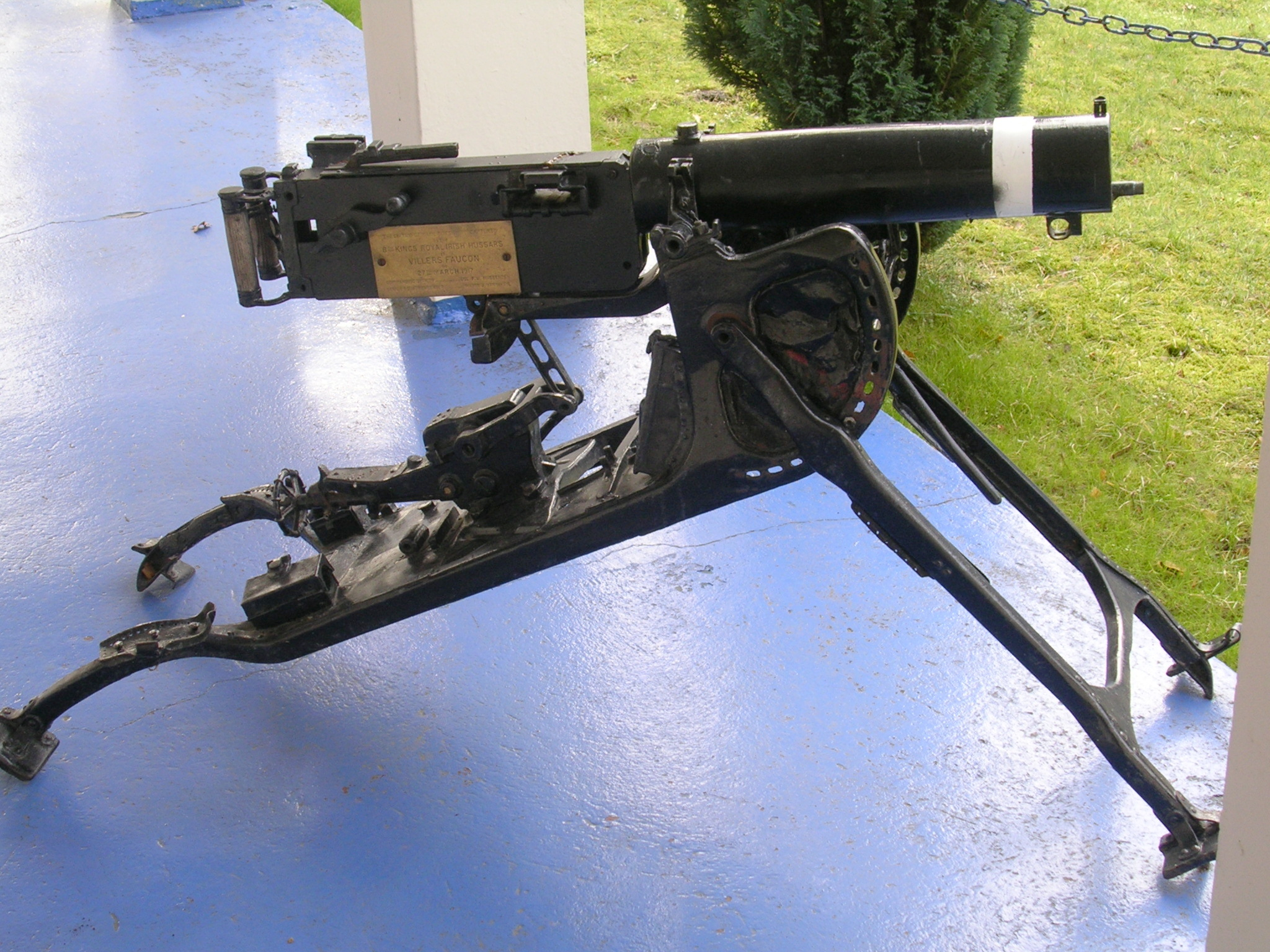
Schweres MG 08 auf Schlitten (ohne Schutzschild)
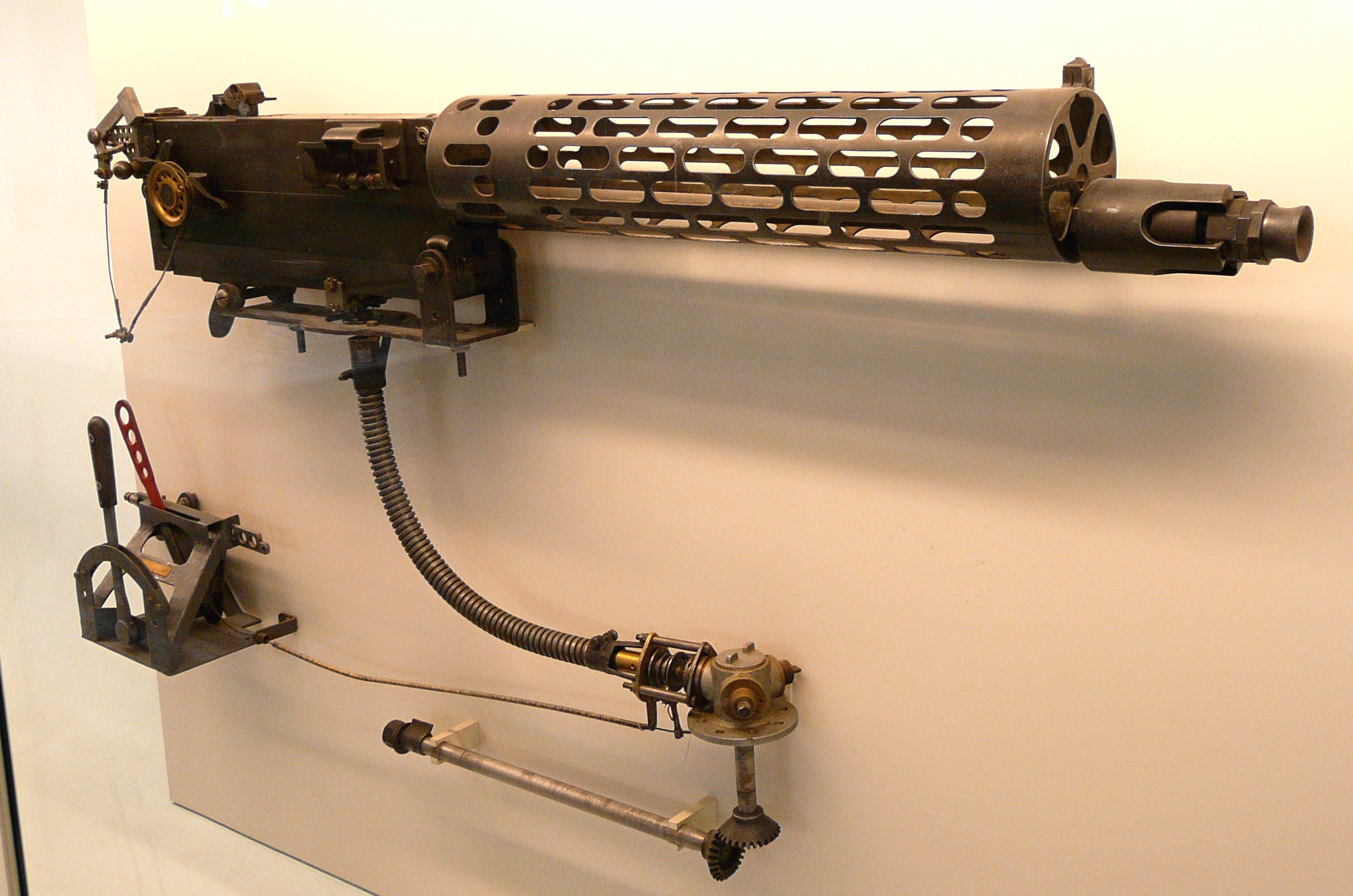
lMG 08 für Jagdflugzeuge mit Einhandbedienung und Synchronisation mit dem Propeller
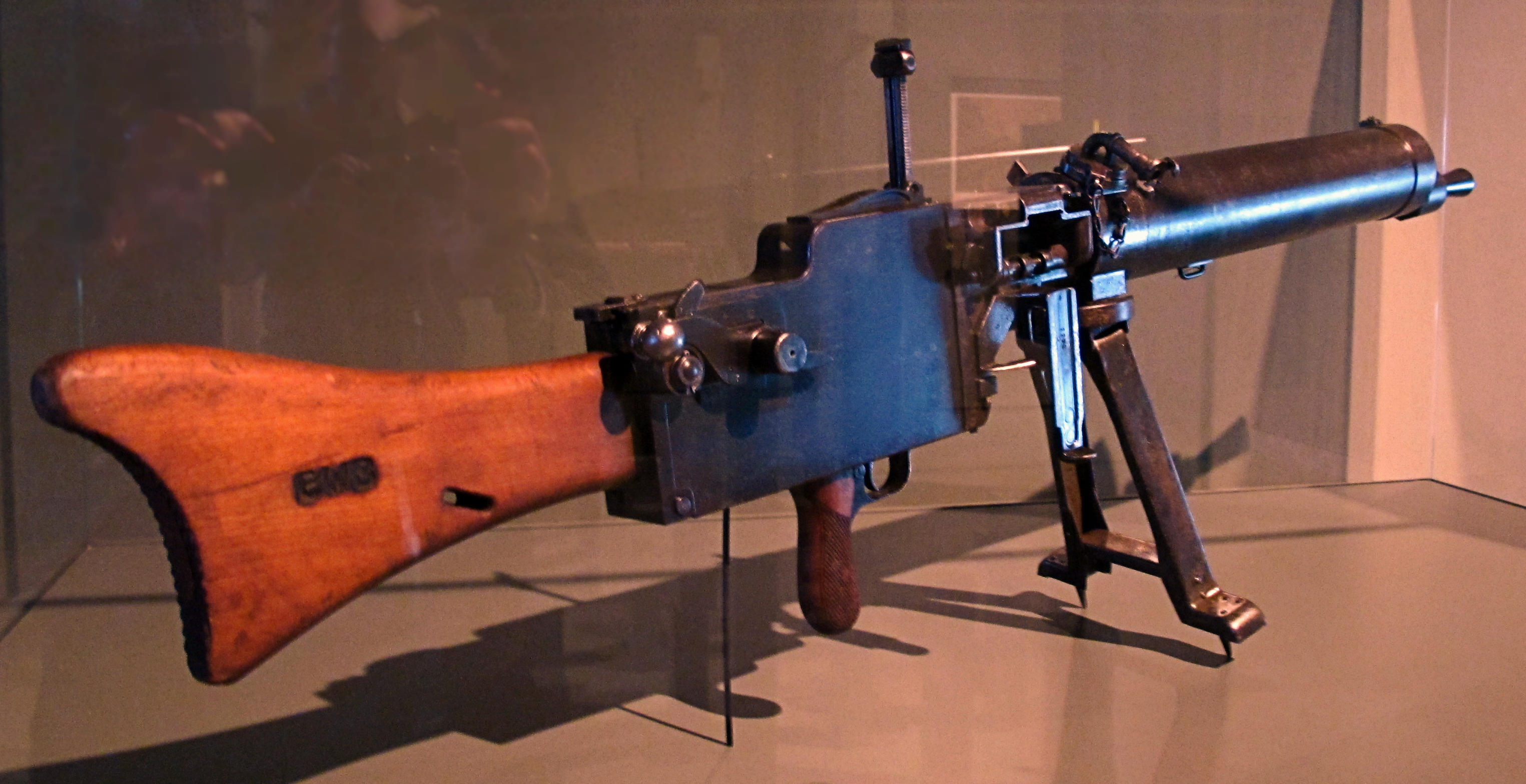
Leichtes MG 08/15 mit Schulterstütze, Lauf ist wassergekühlt
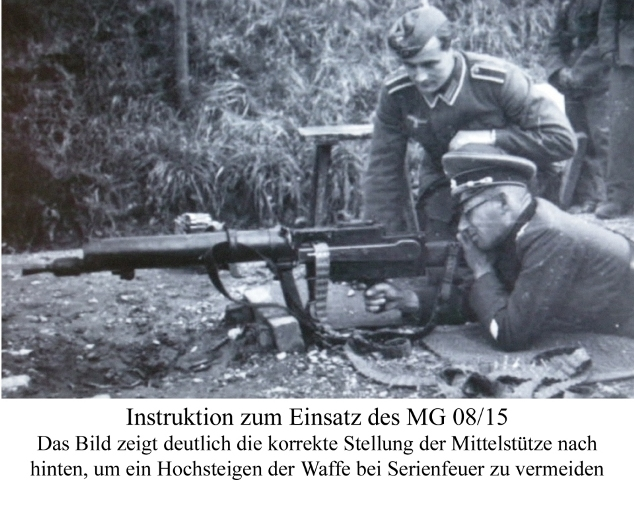
MG 08/15, korrekte Stellung der Mittelstütze
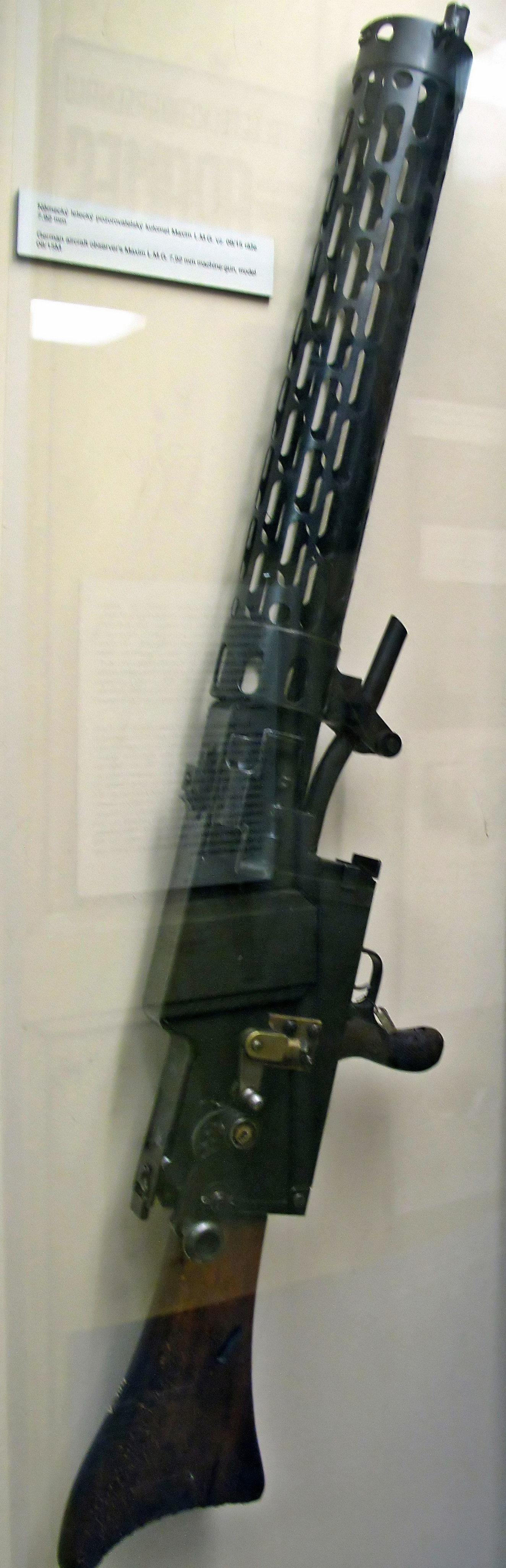
lMG 08/15, in Infanterieausführung

## Technische Daten
| Modell | Konstruktionsjahr | Munitionszuführung         | Kühlung | Kühlwasser | Zieloptik                      | Gesamtlänge | Gewicht                             | Zusatz                           |
| ------ | ----------------- | -------------------------- | ------- | ---------- | ------------------------------ | ----------- | ----------------------------------- | -------------------------------- |
| 08     | 1888–1908         | 250 Patronen im Leinengurt | Wasser  | 4 Liter    | Zielfernrohr ZF12 400 m–2000 m | 1190 mm     | 23 kg mit Kühlwasser                | Schlitten, 37 kg / Dreifuß 31 kg |
| 08/15  | 1915              | 100 Patronen im Leinengurt | Wasser  | 2,8 Liter  | Keine                          | 1390 mm     | 19,5 kg inkl. Kühlwasser & Zweibein | Gabelstütze (Zweibein): 1,2 kg   |
| 08/18  | 1918              | 100 Patronen im Leinengurt | Luft    | –          | Keine                          | 1390 mm     | 16 kg inkl. Zweibein                | Gabelstütze (Zweibein): 1,2 kg   |

## Geschichte

### Kaiserliches Heer

#### Vorläufer
Zwar hatte das preußische Kriegsministerium schon im Jahr 1889 die Einführung von Maschinengewehren genehmigt, jedoch wurden erst im Jahr 1901 die ersten fünf Maschinengewehr-Abteilungen (mit dem MG 01) bei der Infanterie aufgestellt. Aber schon drei Jahre später, 1904, gab es 16 Abteilungen (mit MG 01 und MG 03), darunter auch je eine sächsische und eine bayerische.
Maschinengewehr-Kompanien/-Abteilungen bestanden aus je drei Zügen, die wiederum jeweils zwei Maschinengewehre besaßen.
Zum Transport der jeweils sechs Maschinengewehre waren sechs vierspännige Maschinengewehrwagen und drei Munitionswagen zugestanden worden, auf denen die Bedienungen der Maschinengewehre aufgesessen transportiert wurden. Durch die hohe Beweglichkeit war auch ein Zusammenwirken mit der Kavallerie möglich.
Im Jahr 1906 wurden Truppenversuche mit einer Bespannung aus nur noch zwei Pferden durchgeführt. Dabei marschierten die Bedienungen zu Fuß – wie der Rest der Infanterie.

#### MG 08
Im Jahr 1908 wurde dann das verbesserte MG 08 eingeführt, das um die Hälfte leichter war als sein Vorgänger. In diesem Jahr wurde an der Infanterie-Schießschule auch eine „Lehr-Maschinengewehr-Kompanie“ aufgestellt.
Wieder drei Jahre später, 1911, hatte bereits jede Infanterie-Brigade (zu zwei Regimentern) eine zweispännig gefahrene Maschinengewehr-Kompanie.
Im Jahr vor Kriegsbeginn, 1913, hatte jedes Infanterieregiment und jedes selbstständige Jägerbataillon (mit Ausnahme der beiden bayerischen) eine Maschinengewehr-Kompanie (MG.-Komp.) mit sechs schweren Maschinengewehren, die zweispännig gefahren wurden. Insgesamt gab es damit 233 Maschinengewehr-Kompanien.
Allerdings gab es bei der Infanterie von den ursprünglich 16 vierspännigen Maschinengewehr-Abteilungen nur noch elf, darunter auch je eine sächsische und eine bayerische, die für die bei Mobilmachung aufzustellenden elf Kavallerie-Divisionen vorgesehen waren.
Dazu kamen 1913 bei 15 Infanterie-Regimentern, die in Festungen lagen, zusätzlich noch jeweils eine (unbespannte) Festungs-Maschinengewehr-Kompanie. Diese wurden mit den älteren Maschinengewehren MG 01 und MG 03 ausgerüstet, die so aus der Feldtruppe zurückgezogen wurden.

### Erster Weltkrieg

#### MG 08
Bei der Mobilmachung zu Kriegsbeginn 1914 verfügten über eine Maschinengewehr-Kompanie oder -Abteilung zu je sechs Maschinengewehren:
- alle 218 Infanterie-Regimenter,
- 88 (92?) der 113 Reserve-Infanterie-Regimenter,
- keines der 75 Landwehr-Infanterie-Regimenter
- 16 der 18 selbstständigen Jäger-Bataillone,
- keines der 18 Reserve-Jäger-Bataillone,
- alle 11 Kavalleriedivisionen.
- Außerdem verfügten alle 42 (43?) mobilgemachten Ersatz-Bataillone (es gab insgesamt 334) über einen Maschinengewehr-Zug mit zwei Maschinengewehren.

Die noch fehlenden Maschinengewehr-Kompanien wurden erst nach Kriegsbeginn aufgestellt und ins Feld nachgeführt.
Vor und während des Ersten Weltkrieges hatte jedes schwere MG 08 eine Bedienung von 5, später 6, Soldaten, deren Aufgaben wie folgt verteilt waren:
- Gewehrführer: sorgt für die Befolgung aller Kommandos beim Schießen.
- Schütze 1: Trägt Munition und gräbt den Dampfschlauch ein. Liegt im Gefecht hinter dem Gewehrführer und dem Richtschützen und hält Verbindung zum Schützen 5 beim Zugführer.
- Schütze 2: Richtschütze und Gewehrführer. Er trägt das MG
- Schütze 3: Unterstützt den Richtschützen beim Laden und Laufwechsel, trägt den Schlitten.
- Schütze 4: Ersatzmann, Beobachter, trägt Munition.
- Schütze 5: Einer der drei Munitionsschützen vom Munitionswagen und Gehilfe des Zugführers. Ab 1915 als Schütze 5 bezeichnet, trägt er den Panzermantel für Wasserkühlung mit Schutzschild (1915 eingeführt) und führt Munition und Wasser nach. Liegt im Gefecht beim Zugführer und hält Verbindung zum Schützen 1 seines MG.

Zum Transport der MG 08 bei Märschen war je MG ein zweispänniger Maschinengewehrwagen (MG.W.) vorhanden. Für jeden Zug zu zwei MG war zusätzlich noch ein zweispänniger Munitionswagen (M.W.) zuständig. Bei der Kavallerie wurden die Wagen wie oben erwähnt vierspännig gefahren, da hier die Bedienungen aufgesessen gefahren wurden.
Im Ersten Weltkrieg erwies sich das MG 08 wegen seines hohen Gewichts als nur bedingt für den Bewegungskrieg geeignet: Es konnte der Infanterie zu Fuß nicht schnell genug folgen. Seine Stärken spielte es in gut ausgebauten Stellungen aus: Bei der Abwehr gegnerischer Angriffe zeigte sich sehr schnell die enorme Leistungsfähigkeit von Maxims Konstruktion, auch unter widrigen Bedingungen.
Die Maschinengewehre wurden in sogenannten „Nestern“ positioniert. Dabei wurde versucht, das Maschinengewehr, wie auch die Bedienmannschaft vor feindlicher Waffenwirkung zu schützen.
Schon mit seiner gegenüber Gewehren ungleich höheren Feuerkraft allein leitete das Maschinengewehr das Ende der Kavallerie ein. Ein MG konnte mühelos eine ganze Reiter-Schwadron bekämpfen und machte diese alte Waffengattung schon kurz nach Anfang des Krieges praktisch bedeutungslos.
Im weiteren Kriegsverlauf wurde dann die enorme Wirkung des Maschinengewehrs für die Infanterie erkannt. Das führte dazu, dass die Maschinengewehrkompanien der Regimenter deutlich verstärkt wurden. Im Herbst 1916 wurden die (sehr starken) Maschinengewehr-Kompanien aufgeteilt. Jedes Bataillon eines Infanterieregiments erhielt eine Maschinengewehr-Kompanie zu sechs MG 08, was die Menge der Maschinengewehr-Kompanien verdreifachte. Die selbstständigen Jägerbataillone hatten schon im Sommer 1916 eine zweite Maschinengewehr-Kompanie erhalten. Schließlich wurden die Maschinengewehrkompanien Anfang 1918 auf zwölf Maschinengewehre verstärkt.

#### MG 08/15
Außerdem musste das Maschinengewehr der Infanterie auch abgesessen folgen können. Zu viele Infanterieangriffe scheiterten wegen mangelnder Maschinengewehrunterstützung, bzw. zu viele Maschinengewehre gingen verloren, weil sie nicht rechtzeitig abgebaut werden konnten. Daher wurde das Maschinengewehr nun als leichtes Maschinengewehr mit Zweibein und Schulterstütze ausgeführt. Davon erhielt jede (Schützen-)Kompanie zunächst zwei, später vier. Anfang 1918 wurde die Zahl sogar auf sechs erhöht. Zum Transport der MG 08/15 und der zugehörigen Munition wurden den (Schützen-)Kompanien je zwei Feldwagen zugeteilt.
Die Maschinengewehre wurden in der Menge mehr und mobiler. Am Ende des Krieges wurde ein luftgekühltes Maschinengewehr herausgebracht, das effektiv von nur noch zwei Soldaten bedient werden musste. Damit hatte praktisch jede Kompanie eine Maschinengewehrgruppe.

### Reichswehr
In der Reichswehr wurden überwiegend das schwere MG 08, als auch die leichten Maschinengewehre 08/15 und 08/18 genutzt.
Gemäß Versailler Vertrag waren dem Heer nur 1.926 (+4 % Reserve) Maschinengewehre aller Typen genehmigt. Allerdings existierte im Jahr 1927 ein geheimer Bestand von ca. 12.000 Maschinengewehren.

#### MG 08/15
Die leichten Maschinengewehre 08/15 bzw. 08/18 wurden in den Schützenkompanien (1.–3. Kompanie jedes Bataillons) verwendet.
Hier wurden jedem der drei Schützenzüge je zwei leichte Maschinengewehre zugewiesen, so dass jeder Zug zwei Maschinengewehrgruppen (zu je 1 Unteroffizier, 4 MG-Schützen, 1 Zielfernrohrschütze und 2 Gewehrschützen) und zwei bis drei Schützengruppen (zu je 1 Unteroffizier und 7 Gewehrschützen) hatte. Eine Schützenkompanie hatte so insgesamt sechs leichte Maschinengewehre. Diese wurden auf den Gefechtswagen mitgeführt, auf Handwagen gezogen oder von den Bedienungen getragen. Je zwei (leere) Handwagen wurden bei Märschen hinten an einen der drei Gefechtswagen angehängt. Jägerkompanien hatten anstelle der sechs Handwagen insgesamt sechs Tragtiere mit je einem Tragtierführer.
Um 1930 wurden die Schützenzüge auf drei starke, sog. Einheitsgruppen umgegliedert, die aus je einem Schützentrupp (1 Unteroffizier und 7 Schützen (Stärke einer früheren Schützengruppe)) sowie einem leichten Maschinengewehrtrupp (1 Unteroffizier und 4 MG-Schützen, mit einem leichten MG) bestand. Damit stieg die Anzahl der leichten Maschinengewehre in der Schützen-Kompanie auf neun.
Der Kavallerie waren gemäß Versailler Vertrag keine leichten Maschinengewehre erlaubt. Man behalf sich hier mit „von der Infanterie entliehenen“ MG 08/15 und MG 08/18. Jeder Reiterzug führte ein MG auf einem Tragtier mit.
Eigene leichte Maschinengewehre erhielt die Kavallerie erst 1931 mit dem neuen MG 13.

#### MG 08
Die schweren Maschinengewehre 08 wurden in den Maschinengewehrkompanien (4. Kompanie jedes Bataillons) verwendet. Diese hatte – wie am Ende des Krieges – zwölf schwere Maschinengewehre, jedoch waren diese in vier Zügen zu jeweils drei Maschinengewehren gegliedert.
Bei den ersten drei Zügen („zweispännige Züge“ oder auch „Kampfzüge“) marschierten die Bedienungen zu Fuß, während die Maschinengewehre auf zweispännigen schweren Maschinengewehrwagen (für bis zu zwei schwere Maschinengewehre) mitgeführt wurden.
Beim jeweils vierten Zug („Begleitzug“) mussten die Bedienungen nicht zu Fuß marschieren, sondern wurden auf vierspännigen leichten Maschinengewehrwagen (für je ein schweres Maschinengewehr) gefahren.
Um 1930 wurde jeweils einer der vier Züge aufgelöst, die verbleibenden drei Züge dafür auf je vier schwere Maschinengewehre gebracht. Die Maschinengewehrzüge gliederten sich nun entweder in
- zwei Halbzüge mit je einem zweispännigen schweren Maschinengewehrwagen oder in
- zwei Halbzüge mit je zwei vierspännigen leichten Maschinengewehrwagen.

Insgesamt blieb die Maschinengewehrkompanien also bei 12 Maschinengewehren.
Der Kavallerie waren gemäß Versailler Vertrag zwar 24 MG je Kavalleriedivision zugestanden worden – das entspricht vier MG je Reiterregiment, jedoch waren diese MG „ohne Etat“, d. h., es gab für diese MG kein Personal. 1923 erreichte die Reichswehr hier Zugeständnisse der Alliierten, so dass bei jedem Reiterregiment ein Maschinengewehrzug aus Personal aufgestellt werden konnte, das aus anderen Bereichen abgestellt („abkommandiert“) wurde. Diese Maschinengewehrzüge mussten allerdings in zwei Halbzügen zu je zwei MG aufgestellt werden, die in unterschiedlichen Garnisonen lagen (damals waren alle Reiterregimenter auf zwei Standorte aufgeteilt). Zur Beweglichmachung der Maschinengewehre und der Bedienungen wurden vierspännige leichte Maschinengewehrwagen benutzt.
Im Zuge der verdeckten Aufrüstung der Reichswehr wurde 1932 die Anzahl der Maschinengewehre von vier auf acht verdoppelt und diese in vier Halbzüge zu je zwei MG gegliedert.

### Wehrmacht
Auch bei der Wehrmacht bildeten die MG 08 und MG 08/15 zunächst das Rückgrat bei den Maschinenwaffen.
Bei den neu gebildeten Gebirgsjägerregimentern erhielten die je drei Bataillone in der jeweils 5. Kompanie einen Zug mit vier schweren Maschinengewehren.
Ab 1935 wurden auch reine Maschinengewehr-Bataillone (motorisiert) aufgestellt, die über drei Maschinengewehr-Kompanien zu je 16 schweren Maschinengewehren verfügten.
Ab 1936 beginnend wurden die MG 08 und MG 08/15 bei den aktiven Infanteriedivisionen durch das MG 34 abgelöst. Die MG 08/15, MG 08/18 und MG 08 sowie ihre Maschinengewehrwagen und -handwagen wurden an die im Mobilmachungsfall mit Reservisten aufzufüllenden Reserve- bzw. Landwehr-Infanterie-Divisionen abgegeben.

## Bilder

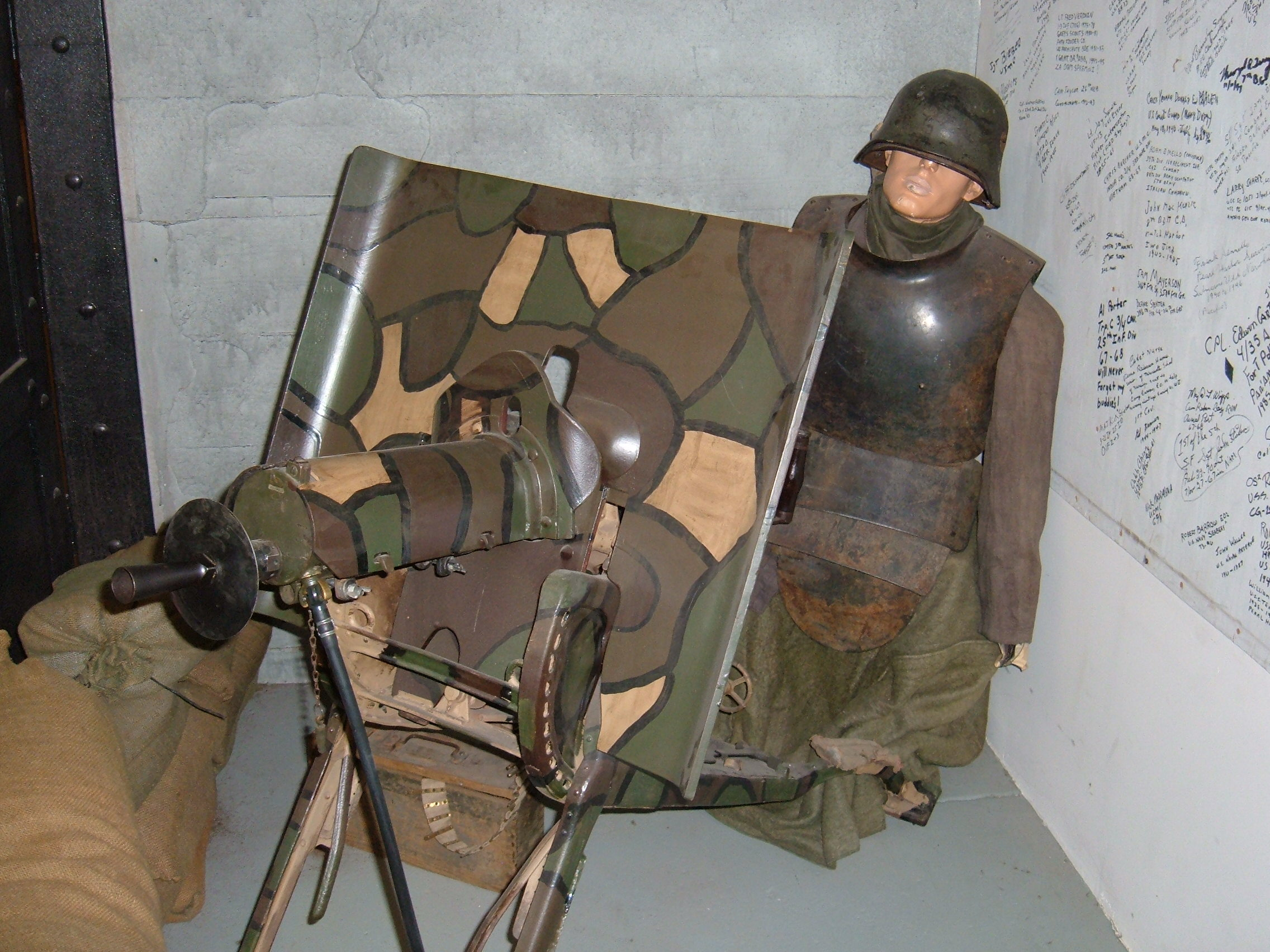
Gepanzerte Maschinengewehrstellung
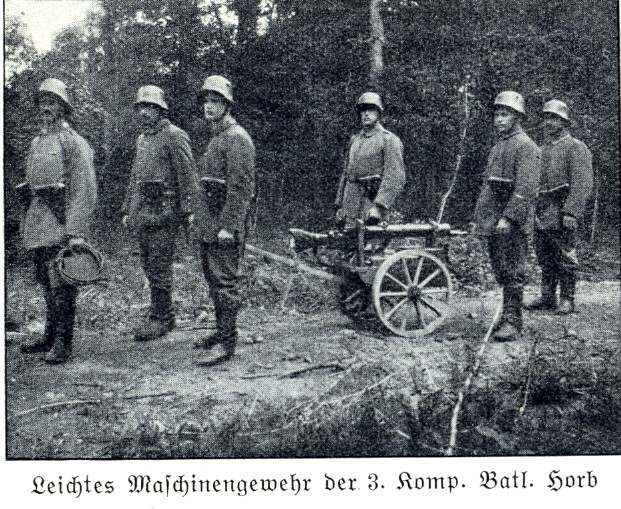
Leichtes MG 08/15 beim Transport
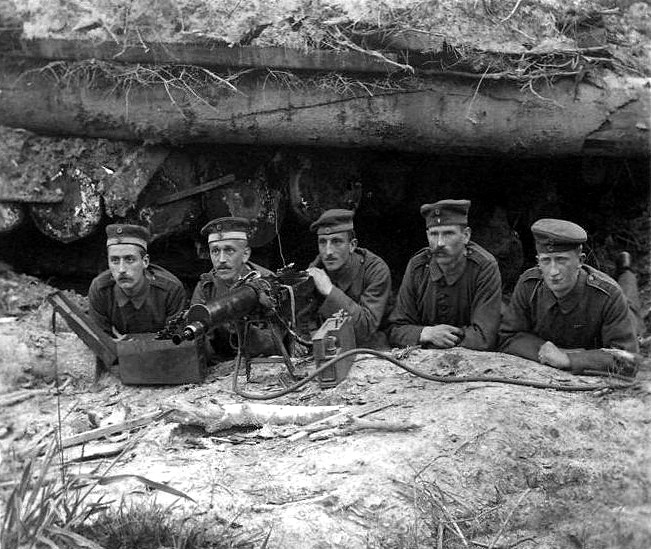
Maschinengewehrnest an der Front
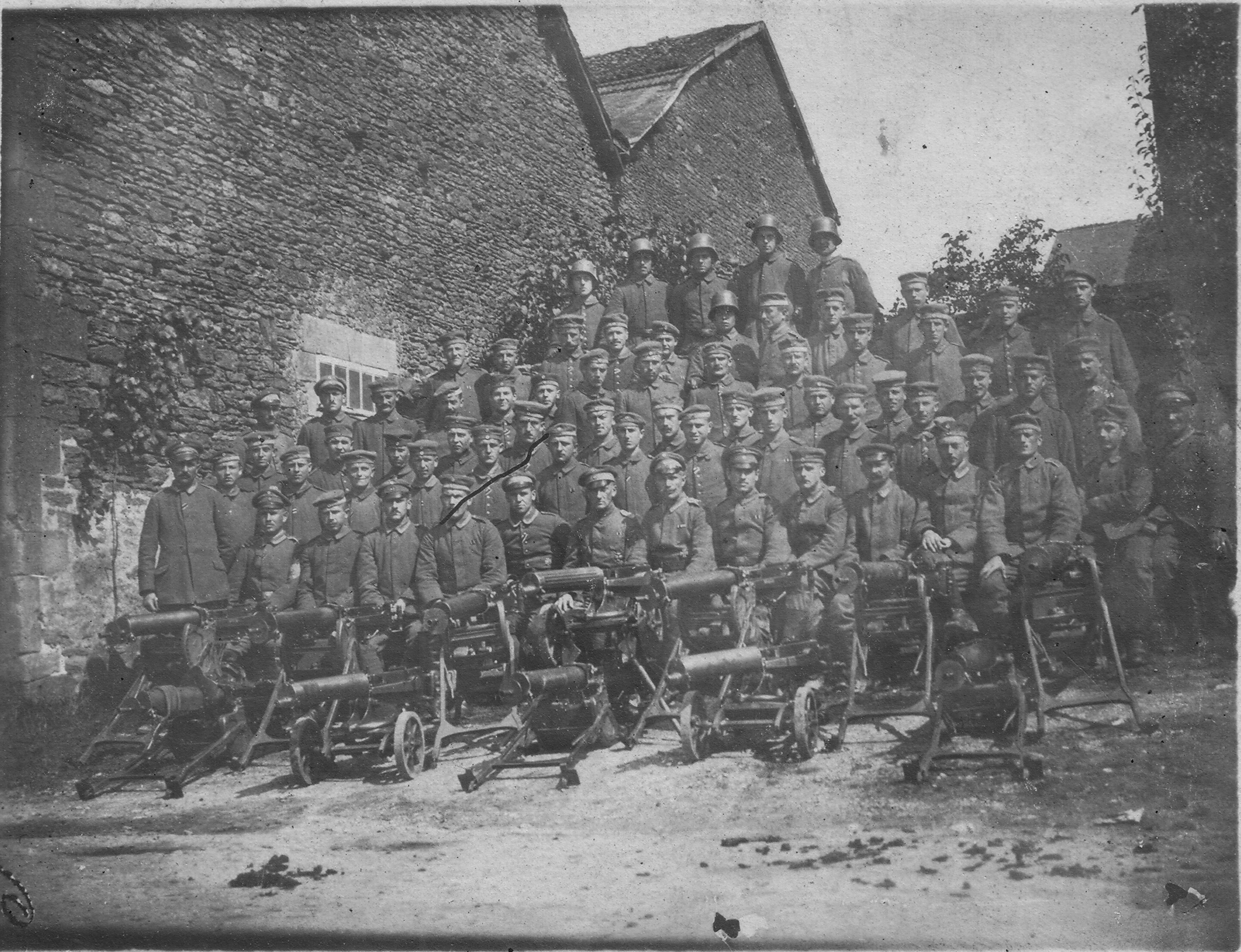
MGK III des Infanterie-Regiments Nr. 401 (9 × 08, 3 × PM 1910)
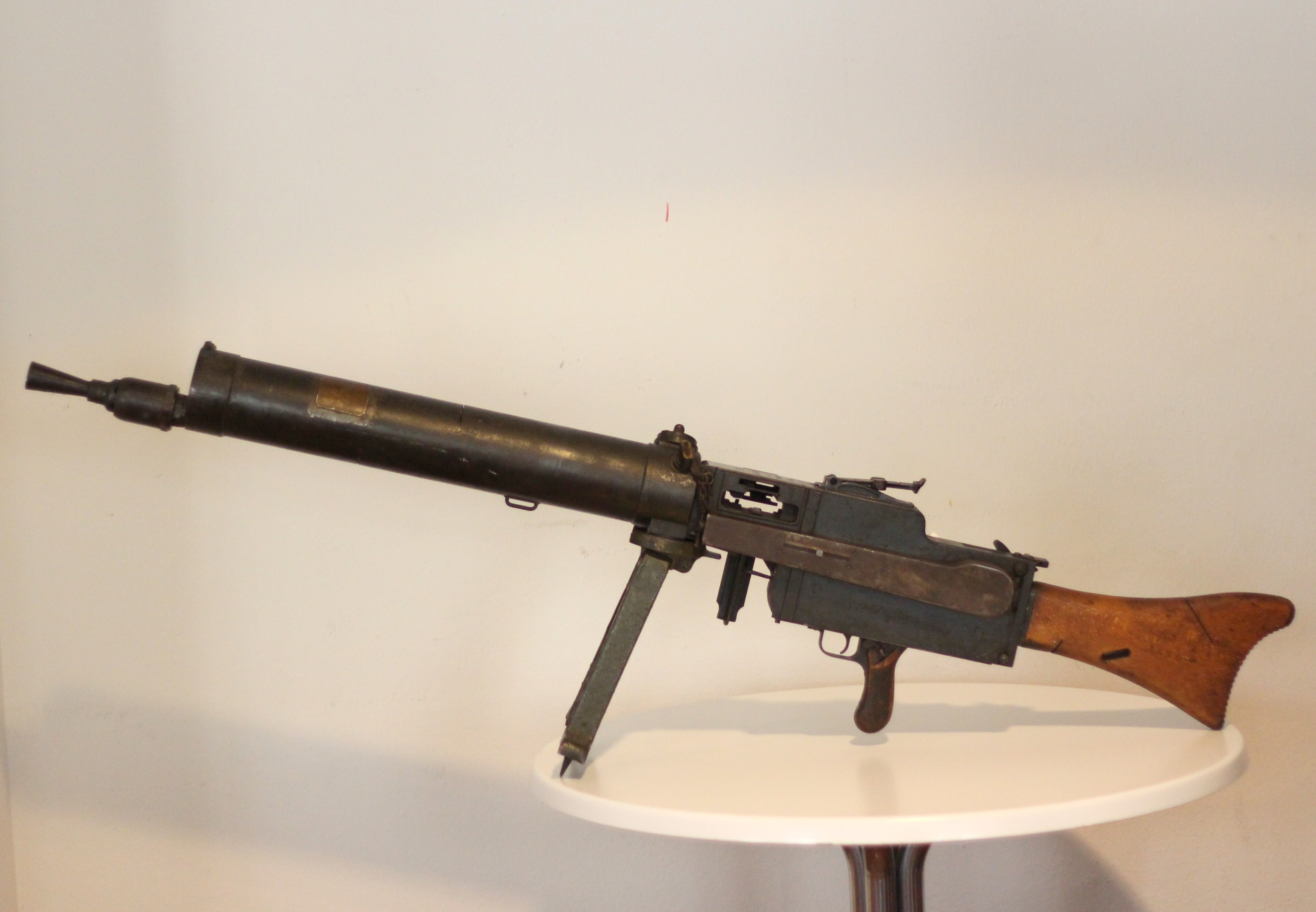
MG 08/15
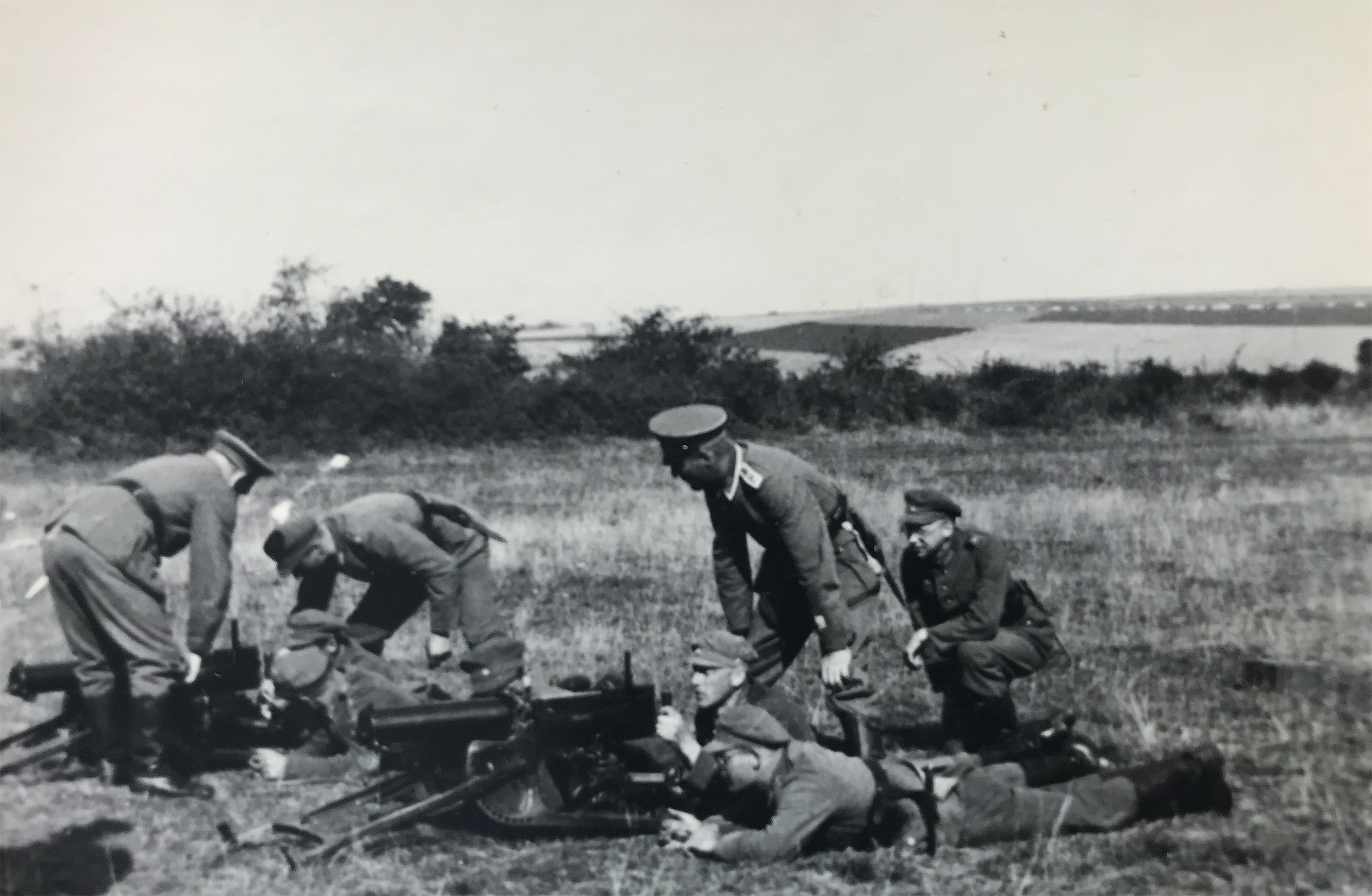
Ausbildung am MG 08. 1937 bei Regensburg (wahrscheinlich bei einer Einheit der 10. Infanterie-Division)
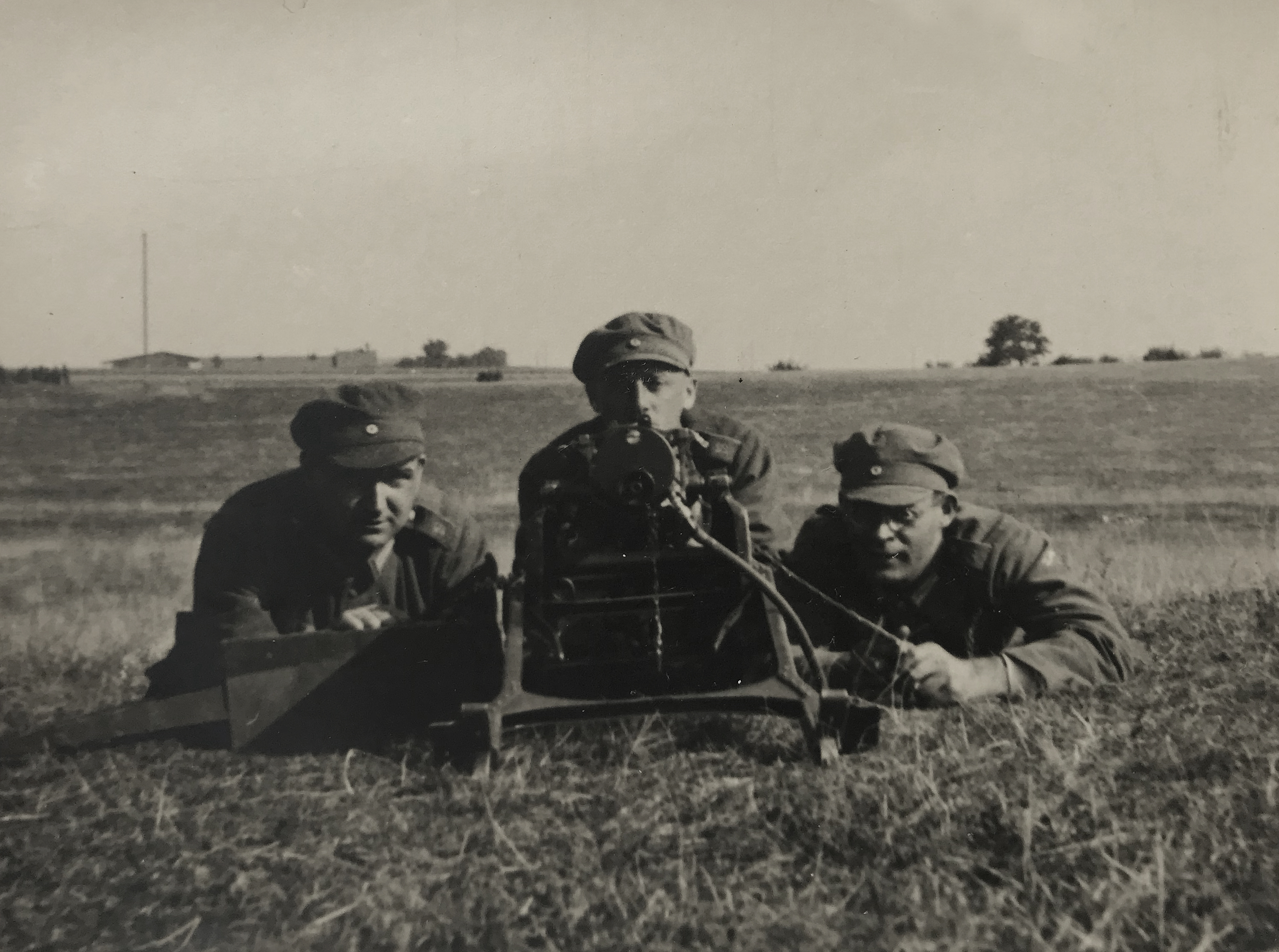
Ausbildung am schweren MG 08 bei einer Wehrmachts-Einheit, 1937
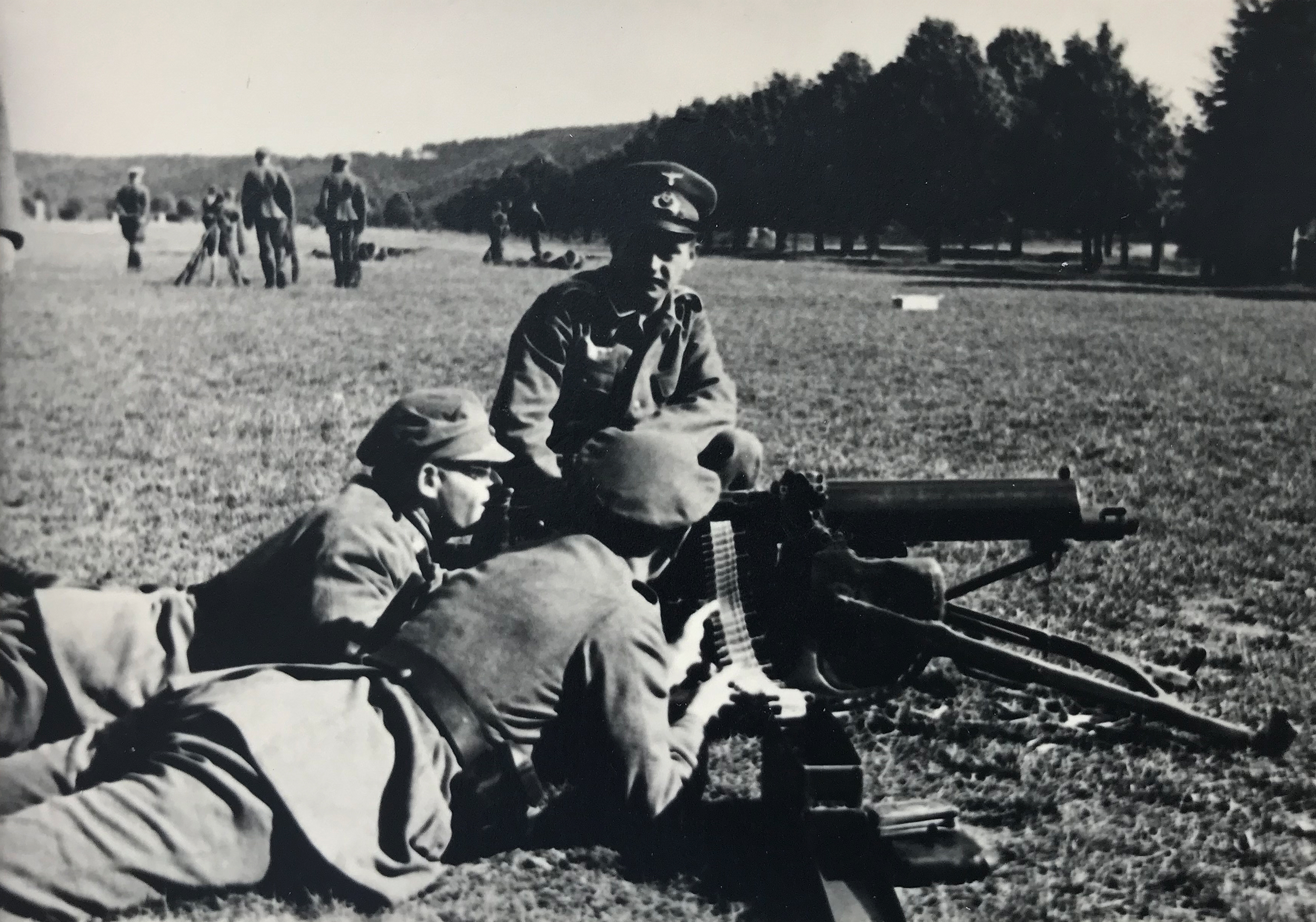

## Ausstellungsstücke
Maschinengewehre der Reihe 08 sind im Deutschen Historischen Museum Berlin, im Waffenmuseum Suhl, im Militärhistorischen Museum zu Dresden und in zahlreichen zur Besichtigung freigegebenen Festungen und Museen Frankreichs – wie z. B. dem Mémorial de Verdun, der Citadelle de Verdun, im Musée de l’artillerie in Draguignan, im Musée de l’air et de l’espace am Flughafen Le Bourget bei Paris, im Panzermuseum Munster und im Festungsmuseum Reuenthal ausgestellt.